# FXX Evolution
O programa FXX, baseado no carro protótipo e lançado pela Ferrari em junho 2005, está sendo estendido a 2008/2009. O FXX, que é a GT a mais avançada criada em Maranello, foi atualizado com um pacote da evolução visado mais melhorando seus manipulação e desempenho. O pacote foi desenvolvido em conseqüência da colaboração da Ferrari com seus pilotos de teste e com a sustentação inestimável de Michael Schumacher. O FXXs equipado com este pacote igualmente visto.
O FXX não é homologado para o uso da estrada e não há nenhuma planta a competir com ele qualquer um. De fato, o protótipo do FXX é projetado exclusivamente para a trilha que conduz como parte de um programa de treinos específicos concordado com um grupo selecionado apenas de 20 clientes que envolvem sessões do teste de 14 grupos e 14 umas confidenciais nos últimos dois anos. Os agradecimentos às leituras tomadas sobre os 16.500 quilômetros dos testes realizados em 2006 e os 18.500 quilômetros cobertos em 2007, as modificações feitas ao carro centraram-se sobre a afiação de sua aerodinâmica, engrenagem running e eletrônica. O campeão do mundo Michael Schumacher da fórmula 1 juntou-se ao grupo dos pilotos de teste do cliente e deu-se ao programa o benefício de sua experiência vasta em várias ocasiões.